# Čeperka
Čeperka – czeska wieś, która się znajduje w Nizinie Połabskiej w byłym powiecie Pardubice wzdłuż Kanału Opatowickiego. W kierunku południowym jest miasto krajskie i w kierunku północnowschodnim Opatovice nad Labem.
W miejscowości jest przystanek kolejowy Čeperka.

## Historia
Miejsce w czasach przedhistorycznych znalazło się w zasięgu kultury unietyckiej.
Sama wieś jest wzmiankowana dopiero w 1777 r. i nazwę swą pozyskała po dzisiaj już nieistniejącym stawie Čeperka, który miał ponad 1000 ha założył go Vilém z Pernštejna niemal równocześnie z Kanałem Opatowickim, a na przełomie XVIII i XIX wieku został wysuszony.

## Zabytki
- Kamienny krzyż
- Pomnik ofiar wojen, odsłonięty 8 czerwca 1924
- Szkoła z 1906 r.
- Pomnik z okazji rocznicy pierwszej reformy rolnej z 1919 r. (1925)